# Cirrocumulus floccus
Cirrocumulus floccus este un tip de nor cirrocumulus. Numele de cirrocumulus floccus provine din latină, însemnând „șuviță de lână”. Cirrocumulus floccus apare sub forma unor mici smocuri de nori cu capetele rotunjite, dar cu partea de jos zdrențuită. Norul poate produce virga, precipitații care se evaporă înainte de a ajunge la sol. Ca și cirrocumulus castellanus, cirrocumulus floccus este un indicator al instabilității atmosferice la nivelul norului. De fapt, cirrocumulus floccus se poate forma din cirrocumulus castellanus, fiind starea evolutivă după ce baza norului inițial s-a disipat.